# Aclidinio bromuro
L'aclidinio bromuro, commercializzato nella maggior parte dei paesi UE con il nome di Eklira e Bretaris , è un farmaco ad attività antagonista muscarinico a lunga durata d'azione, viene erogato dal dispositivo  Genuair. Viene utilizzato per il trattamento della broncopneumopatia cronica ostruttiva.

## Indicazioni
Aclidinio bromuro trova indicazione nel trattamento broncodilatatore di mantenimento per alleviare la sintomatologia di pazienti affetti da broncopneumopatia cronica ostruttiva (BPCO).
I trial clinici effettuati hanno evidenziato una buona efficacia della molecola (la cui azione è paragonabile a quella del tiotropio, ed un profilo di sicurezza favorevole, con una scarsa tendenza a determinare eventi avversi di tipo anticolinergico.

## Dosaggio
La dose raccomandata per il trattamento di soggetti adulti è pari ad un’inalazione di 322 microgrammi, due volte al giorno (mattino e sera).

## Controindicazioni
La molecola è controindicata in soggetti con ipersensibilità nota al principio attivo.

## Effetti indesiderati
Aclidinio bromuro è generalmente ben tollerato. Gli effetti indesiderati comuni (in più dell'1% dei pazienti) sono sinusite, rinofaringite, cefalea, tosse, diarrea e nausea. A proposito di quest'ultimo evento, va sottolineato che l’incidenza di nausea nelle sperimentazioni cliniche è risultata inferiore per aclidinio bromuro rispetto al placebo.
Reazioni a carico della cute e del tessuto sottocutaneo (ad esempio eruzione cutanea), così come gli effetti collaterali tipici degli antagonisti colinergici (tachicardia, visione offuscata e ritenzione urinaria), sono decisamente meno comuni (meno dell'1% dei pazienti).

## Farmacodinamica
Aclidinio bromuro è un antagonista competitivo e selettivo dei recettori muscarinici (o recettori anticolinergici), con affinità molto simile per tutti e 5 i sottotipi di recettori, ma con un'emivita di dissociazione per il sottotipo M3 di 29.2 ore, ovvero sei volte maggiore di quella per il sottotipo M2. 
Esistono 5 diversi tipi di recettori muscarinici (M1-M5) nel sistema nervoso parasimpatico, e i recettori M3 (localizzati sulla muscolatura delle vie aeree) sono i principali mediatori della broncocostrizione. 
A titolo comparativo l'emivita di dissociazione da M3, per i farmaci anticolinergici correlati ipratropio e tiotropio è rispettivamente di 0.47 ore e 62.2 ore. La durata d'azione di aclidinio bromuro (29 ore) è più lunga di ipatroprio bromuro (8 ore), ma più breve del tiotropio (64 ore)
I recettori M3 mediano la contrazione della muscolatura liscia presente nelle vie respiratorie. Aclidinio bromuro antagonizzando i recettori M3 del muscolo liscio delle vie respiratorie induce così broncodilatazione.
L'azione della molecola sui sottotipi M2 è invece la principale ragione degli eventi avversi cardiaci.

## Farmacocinetica
Circa il 30% di aclidinio bromuro inalato si deposita a livello polmonare. La sua azione perdura più di 24 ore. Dal polmone, viene assorbito nel flusso sanguigno, raggiungendo le concentrazioni plasmatiche più elevate dopo cinque minuti nelle persone sane e dopo 10-15 minuti nei pazienti con BPCO.
La sostanza viene rapidamente idrolizzata nell'acido carbossilico e nell'alcool: meno del 5% della dose inalata si ritrova invariata nel plasma. L'idrolisi è sia non enzimatica che enzimatica, quest'ultima principalmente ad opera della butirrilcolinesterasi.
Il metabolita acido carbossilico ha un legame con le proteine plasmatiche dell'87% e quello alcolico del 15%. L'albumina è la principale proteina plasmatica legante la molecola. 
La biotrasformazione tramite enzimi del CYP450 non ha praticamente alcun ruolo nella clearance metabolica di aclidinio bromuro.
I già citati metaboliti vengono eliminati per il 65% con le urine e per il 33% con le feci. L'emivita di eliminazione è di 1-2 ore. L'aclidinio immodificato rappresenta solo lo 0,1% della dose escreta.

## Interazioni
Nella pratica clinica aclidinio bromuro per via inalatoria non presenta significative interazioni con altri medicinali per la BPCO, come ad esempio i glucocorticoidi, i broncodilatatori compresi tra gli agonisti β2-adrenergici, le metilxantine (teofillina).
Più in generale si può affermare che, poiché l'aclidinio bromuro non interagisce in modo rilevante con gli enzimi epatici del citocromo P450 o con la glicoproteina P e viene rapidamente metabolizzato non appena raggiunge il flusso sanguigno, il suo potenziale di interazione è decisamente basso.